# 蜀都中學舊址
蜀都中學舊址位於重慶市江北區石門新村133號，文物遺址年代為1944年，2009年12月15日列為第二批重慶市文物保護單位。